# Port Fairy
Port Fairy est une ville côtière de l'ouest de l'État de Victoria, en Australie. Sa population s'élevait à 2 599 habitants en 2006.

## Géographie
La ville se trouve dans le comté de Moyne, sur la Princes Highway, à l'embouchure de la Moyne River. Elle est située à 20 km (28 km par la route) à l'ouest de Warrnambool et à 247 km (290 km par la route) à l'ouest de Melbourne.

## Histoire
Avant l'arrivée des Européens, la région était habitée par les aborigènes Knarn Kolak.
Au début du XIXe siècle, elle a été occupée par les chasseurs de baleines et de phoques. En 1835 un centre de chasse à la baleine a été créé sur l'actuelle île de Griffiths. Les maisons en basalte bleu construites par les chasseurs de l'époque sont encore debout autour de la ville. Un magasin général a été ouvert en 1839. En 1843, James Atkinson, un avocat de Sydney acheta des terres dans la ville actuelle. Il fit drainer les marais, partagea et loua les terres et fit construire un port sur la rivière Moyne. Il appela l'endroit « Belfast » en l'honneur de sa ville natale en Irlande du Nord. En 1887, la ville est devenue Port Fairy, à la suite d'une loi votée par le Parlement. La ville a été desservie par le chemin de fer entre 1890 et 1977.

## Tourisme
La ville organise chaque année au mois de mars un festival de musique folk. Port Fairy vit de la pêche et du tourisme.